# Listă de filme de groază din 1995
Aceasta este o listă de filme de groază din 1995.
| Titlu                                        | Regizor                            | Distribuție                                                                       | Țara                                                  | Note            |
| -------------------------------------------- | ---------------------------------- | --------------------------------------------------------------------------------- | ----------------------------------------------------- | --------------- |
| Addicted to Murder                           | Kevin T. Lindenmuth                | Mick McCleery, Laura McLauchlin, Sasha Graham                                     | Statele Unite ale Americii                            | Direct-to-video |
| The Addiction                                | Abel Ferrara                       | Lili Taylor, Christopher Walken, Annabella Sciorra                                | Statele Unite ale Americii                            | [ 2 ]           |
| Alien Terminator                             | Dave Payne                         | Maria Ford, Rodger Halston, Emile Levisetti                                       | Statele Unite ale Americii                            | [ 3 ]           |
| Burial of the Rats                           | Dan Golden                         | Kevin Alber, Adrienne Barbeau, Eduard Plaxin                                      | Rusia · Statele Unite ale Americii                    | [ 4 ]           |
| Castle Freak                                 | Stuart Condon                      | Jeffrey Combs, Jonathan Fuller, Barbara Crampton                                  | Statele Unite ale Americii                            | [ 5 ]           |
| Candyman: Farewell to the Flesh              | Bill Condon                        | Tony Todd, Kelly Rowan, Timothy Carhart                                           | Statele Unite ale Americii                            | [ 6 ]           |
| Carnosaur 2                                  | Louis Morneau                      | John Savage, Cliff De Young                                                       | Statele Unite ale Americii                            | [ 7 ]           |
| Children of the Corn III                     | James D. R. Hickox                 | Daniel Cerny, Ron Melendez, Jim Metzler                                           | Statele Unite ale Americii                            |                 |
| Creep                                        | Tim Ritter                         | Dika Newlin, Joel D. Wynkoop, Lee Pinder                                          | Statele Unite ale Americii                            | [ 8 ]           |
| Copycat                                      | Jon Amiel                          | Sigourney Weaver, Holly Hunter, Dermot Mulroney                                   | Statele Unite ale Americii                            |                 |
| Darkman II: The Return of Durant             | Bradford May                       | Arnold Vosloo, Kim Delaney, Kevin Rushton                                         | Statele Unite ale Americii                            |                 |
| The Day of the Beast                         | Álex de la Iglesia                 | Alex Angulo                                                                       | Spania                                                | [ 9 ]           |
| Dr. Jekyll and Ms. Hyde                      | David F. Price                     | Sean Young, Tim Daly, Lysette Anthony                                             | Canada · Statele Unite ale Americii                   | [ 10 ]          |
| Eko eko azaraku                              | Shimako Sato                       | Miho Kanno, Shu-Ma, Ryôka Yuzuki                                                  | Japonia                                               | [ 11 ]          |
| Freakshow                                    | Paul Talbot, William Cooke         | Jasi Cotton Lanier, Gene Aimone, Rand Courtney                                    | Statele Unite ale Americii                            | [ 12 ]          |
| Halloween: The Curse of Michael Myers        | Joe Chappelle                      | Donald Pleasence, Mitchell Ryan, Marianne Hagan                                   | Statele Unite ale Americii                            | [ 13 ]          |
| Haunted                                      | Lewis Gilbert                      | Aidan Quinn, Kate Beckinsale, Anthony Andrews                                     | Regatul Unit al Marii Britanii și al Irlandei de Nord | [ 14 ]          |
| The Haunting of Helen Walker                 | Tom McLoughlin                     | Aled Roberts, Valerie Bertinelli, Diana Rigg                                      | Regatul Unit al Marii Britanii și al Irlandei de Nord | [ 15 ]          |
| Howling: New Moon Rising                     | Clive Turner                       | Elizabeth Shé, Ernest Kester, Bonnie Lagassa                                      | Statele Unite ale Americii                            | Direct-to-video |
| Ice Cream Man                                | Clint Howard                       | Olivia Hussey, Jan-Michael Vincent, Sandahl Bergman, David Naughton, David Warner | Statele Unite ale Americii                            | [ 17 ]          |
| Leprechaun 3                                 | Brian Trenchard-Smith              | Warwick Davis, Marcelo Tubert, Leigh Allyn Baker                                  | Statele Unite ale Americii                            | Direct-to-video |
| Lord of Illusions                            | Clive Barker                       | Scott Bakula, Kevin J. O'Connor, Famke Janssen                                    | Statele Unite ale Americii                            | [ 19 ]          |
| The Mangler                                  | Tobe Hooper                        | Sean Taylor, Larry Taylor, Ron Smerczak                                           | Statele Unite ale Americii                            | [ 20 ]          |
| Mommy                                        | Max Allan Collins                  | Patty McCormack, Rachel Lemieux, Majel Barrett                                    | Statele Unite ale Americii                            |                 |
| Mosquito                                     | Gary Jones                         | Gunnar Hansen, Ron Asheton, Steve Dixon                                           | Statele Unite ale Americii                            | [ 21 ]          |
| Mutant Species                               | David A. Prior                     | Ted Prior, Denise Crosby, Jack Forcinito                                          | Statele Unite ale Americii                            | [ 22 ]          |
| Night of the Scarecrow                       | Jeff Burr                          | John La Zar, John Hawkes, Gary Lockwood                                           | Statele Unite ale Americii                            | [ 23 ]          |
| Piranha                                      | Scott P. Levy                      | William Katt, Alexandra Paul                                                      | Statele Unite ale Americii                            | Television film |
| Project: Metalbeast                          | Alessandro De Gaetano              | Kim Delaney, Barry Bostwick                                                       | Statele Unite ale Americii                            |                 |
| The Prophecy                                 | Gregory Widen                      | Christopher Walken, Elias Koteas, Eric Stoltz                                     | Statele Unite ale Americii                            | [ 25 ]          |
| Serpent's Lair                               | Jeffrey Reiner                     | Jeff Fahey, Heather Medway, Anthony Palermo                                       | Statele Unite ale Americii                            | [ 26 ]          |
| Species                                      | Roger Donaldson                    | Ben Kingsley, Michael Madsen, Alfred Molina                                       | Statele Unite ale Americii                            | [ 27 ]          |
| Tales from the Crypt Presents Demon Knight   | Ernest R. Dickerson, Gilbert Adler | Billy Zane, Bill Sadler, Jada Pinkett Smith                                       | Statele Unite ale Americii                            | [ 28 ]          |
| Tales from the Hood                          | Rusty Cundieff                     | Clarence Williams III, Joe Torry, Corbin Bernsen                                  | Statele Unite ale Americii                            | [ 29 ]          |
| Texas Chainsaw Massacre: The Next Generation | Kim Henkel                         | Renée Zellweger, Matthew McConaughey, Robert Jacks                                | Statele Unite ale Americii                            | [ 30 ]          |
| Tokyo Fist                                   | Shinya Tsukamoto                   | Shinya Tsukamoto, Kaori Fujii, Kohji Tsukamoto                                    | Japonia                                               | [ 31 ]          |
| Vampire in Brooklyn                          | Wes Craven                         | Eddie Murphy, Angela Bassett, Allen Payne                                         | Statele Unite ale Americii                            | [ 32 ]          |
| Village of the Damned                        | John Carpenter                     | Christopher Reeve, Kirstie Alley, Linda Kozlowski                                 | Statele Unite ale Americii                            | Film remake     |
| Visitors of the Night                        | Jorge Montesi                      | Markie Post, Pam Hyatt, Melyssa Ade                                               | Statele Unite ale Americii                            | [ 34 ]          |
| The Wasp Woman                               | Jim Wynorski                       | Doug Wert, Fred Olen Ray, Jennifer Rubin                                          | Statele Unite ale Americii                            | Film remake     |
| Witchboard III: The Possession               | Peter Svatek                       | David Nerman, Elizabeth Lambert                                                   | Statele Unite ale Americii                            | [ 36 ]          |
| Witchcraft 7: Judgement Hour                 | Michael Paul Girard                | Kimberly Blair, Jack Valan, Alisa Christensen                                     | Statele Unite ale Americii                            | [ 37 ]          |
| Xtro 3: Watch the Skies                      | Harry Bromley Davenport            | Sal Landi, Andrew Divoff, Robert Culp                                             | Statele Unite ale Americii                            | [ 38 ]          |